# جورج روسو
جورج روسو (بالإنجليزية: George Rousseau)‏ هو مؤرخ أمريكي، ولد في 23 فبراير 1941 في بروكلين في الولايات المتحدة.